# Saint-Créac, Hautes-Pyrénées
Saint-Créac är en kommun i departementet Hautes-Pyrénées i regionen Occitanien i sydvästra Frankrike. Kommunen ligger i kantonen Lourdes-Est som tillhör arrondissementet Argelès-Gazost. År 2022 hade Saint-Créac 102 invånare.

## Befolkningsutveckling
Antalet invånare i kommunen Saint-Créac
| Referens: INSEE |